# The Ron Clark Story
The Ron Clark Story (título no Brasil: O Triunfo) é um filme de drama para televisão estadunidense de 2005, dirigido por Randa Haines.

## Elenco
- Matthew Perry ...Ron Clark
- Brandon Mychal Smith ...Tayshawn
- Hannah Hodson ...Shameika
- Ernie Hudson ...Principal Turner
- Melissa De Sousa ...Marissa Vega
- Patricia Idlette ...Devina
- Jerry Callaghan ...Ron Clark Sr.
- Marty Antonini ...Howard
- Baljeet Balagun ...Badriyah's Father
- Patricia Benedict ...Jean Clark
- Judith Buchan ...Snowden School Principal
- Candus Churchill ...Doretha Wallace
- Griffin Cork ...Hadley
- Pamela Crawford ...Ms. Benton
- Isabelle Deluce ...Alita Sanchez
- James Dugan ...Mr. Lively
- Bren Eastcott ...Badriyah
- Chris Enright ...Superintendent
- Aaron Grain ...Jason
- Wally Houn ...Chef
- C.J. Jackman-Ziganto ...Y'landa
- Patti Kim ...Tisha
- Lashonda Mitchell ...Raquel